# 사이보그
사이보그(영어: cyborg [ˈsaɪbɔːrɡ][*])는 cybernetic와 organism의 합성어로서, 유기물 신체부위와 생체기계공학적 신체부위를 모두 갖추고 있는 존재를 말한다. 1960년 만프레트 클리네스와 네이선 S. 클라인이 고안한 용어다.

## 정의
사이보그는 안드로이드나 바이오로봇과는 다른 개념이다. 안드로이드가 무생물을 모아서 인간과 같은 모양으로 만들어낸, 말하자면 ‘인조인간’이라면, 사이보그는 원래부터 살아있던 생명체가 피드백으로 제어작동되는 인공부위를 이식하여 신체기능이 복원 또는 향상되는 ‘개조생명’을 말한다. 피드백으로 작동(사이버네틱스)하기 때문에 사이버라는 말을 쓰는 것이다. 사이버 장치의 예시로는 보철, 인공장기, 이식물, 웨어러블 테크놀로지 같은 것들이 있다. 그래서 사이보그를 흔히 개조인간(augmented human)이라고도 하지만, 인간 이외의 모든 동물도 사이버 장치를 이식받으면 사이보그라고 할 수 있다.

### 생물사회학적 정의
아무리 단순한 기술이라도 인공적인 산물이 인체와 결합되었다면 그것은 이미 사이보그라는 견해도 있다. 이러한 견해에 따르면, 기계를 장착하여 개체의 여러 기능을 조절하고 향상시킨다는 점에서 인체에 심박조절기를 삽입하거나, 당뇨병 치료를 위해 인슐린 주입기를 부착한 사람도 이미 사이보그인 셈이다. 이러한 관점에서 보면 보청기, 콘텍트 렌즈의 사용까지도 넓은 의미에서 사이보그라 할 수 있다. 인공내이와 같은 것을 보다 강한 의미의 사이보그로 볼 수도 있다.

## 역사
과학 소설에서 인간과 기계의 결합은 제2차 세계대전 이전부터 광범위하게 퍼져 있었다. 일찍이 에드거 앨런 포는 1843년 〈낡아버린 남자〉라는 단편에서 광범위하게 인공물이 삽입된 인간을 묘사하고 있다. 1908년 프랑스 작가 장 드 라 히르는 《물 속에서 살 수 있는 남자》의 초인적인 주인공 닉탈로프를 사이보그로 묘사하였다. 에드워드 헤밀턴은 1928년 《혜성 둠》의 우주 항해자들을 유기체와 기계의 결합 형태로 묘사하였다. 그의 가장 유명한 캐릭터인 캡틴 퓨처는 "여성에게서 태어나지 않은" 것으로 나온다.
기계와 유기체의 결합을 사이보그란 단어로 정의한 것은 1960년 맨프레드 클라인즈와 나단 클라인의 《사이보그와 우주》였다.
1960년 등장한 낱말인 사이보그는 기계와 유기체의 합성물을 의미한다. 생물체에 기계가 결합되면 그것이 사람이건 바퀴벌레이건 사이보그라 부른다. 사람만이 사이보그가 될 수 있는 것은 아니다. 사이보그는 오랫동안 주로 '600만 달러의 사나이'나 '터미네이터'와 같은 공상과학 드라마나 영화의 주인공을 묘사하는 단어로 들장했을 따름이다. 그러나 1985년 미국의 페미니스트인 도나 해러웨이는 '사이보그를 위한 선언문'(사이보그 선언, 사이보그 메니페스토)을 발표하고, 사이보그를 성차별 사회를 극복하는 사회정치적 상징으로 제시했다. 이를 계기로 사이보그는 공상 과학의 세계에서 탈피해 현실적 존재로 부각되었다.

## 문화속의 사이보그

### 영화속의 사이보그
과학소설(Science Fiction)은 19세기 프랑스의 소설가은 쥘 베른(Jules Verne), 영국의 사회주의적 소설가인 웰즈(H. G. Wells)등과 같이 기계문명에 도취된 시대에서 문학의 한 장르였지만, 20세기에 들어와서 영화, TV, 컴퓨터 등과 같은 기술적 매체의 도움으로 문학장르에서 미디어와 결합된 장르로 그 영역을 더욱 확장하고 있다. 이 중 특히 영화에서 두드러지게 나타나고 있는 SF영화는 사실상 영화의 시작과 함께 장르로서의 한 영역을 구축하고 있다. 1902년 조르주 맬리아스의 <달나라 여행>이 그 시작이다. 그리고 1927년 독일표현주의 프리츠 랑의 영화 <매트로폴리스>와 1929년 <달속의 여자>이후 SF영화는 장르로서의 위치가 점점 확고해진다. 특히 <매트로폴리스>가 최초로 사이보그가 등장하는 영화라는 점에서 사이보그 영화는 SF영화와 거의 함께 시작했다고 말할 수 있다.

### 영화
- 스타 워즈
- 로보캅

### 만화속의 사이보그
'사이보그'란 용어가 공식적으로 등장한 해는 1960년이지만 이전부터 과학소설(Scince Fiction)이나 영화, 애니메이션에서 이미 등장하고 있었던 사이보그는 1818년 메리 셀리의 『프랑켄 슈타인』이나 1886년 스티븐슨의 『지킬박사와 하이드』로 대표되는 소설들에서 '생명창조'라는 신의 영역에 대한 인간의 도전을 경고하기 위한 하나의 재앙으로 그려진다. 당시 대표적 매체로서 주류 계층의 이데올로기를 그대로 반영했던 소설과는 달리 비주류이자 하위 문화장르로 인식되던 만화는 사이보그에게서 인간 욕망의 실현장으로서의 긍정적 가능성을 본다. 그 결과 미국에서는 제리 시겔과 조 슈스터에 의해 '슈퍼맨'으로 일본에서는 1963년 데즈카 오사무 감독에 의해 자의식을 가진 로봇 '아톰'으로 처음 세상에 나오게 된다.
미국이 주도해오던 세계 애니메이션 시장은 1960년대에 들어서면서 '아니메, 혹은 제패니메이션으로 불리는 일본 애니메이션의 도약으로 새롭게 재편된다. 기독교 사상에 뿌리를 두고 있는 유럽이나 미국에 비해 초인화된 신체 개념에 비교적 자유로웠던 일본은 국수적 이데올로기의 바탕 위에 서양에 대한 사대의식, 패전이후 실추된 자국민들의 자존심을 초인화된 신체 사이보그를 통해 해소, 극복하려 하였고 그 결과 '로봇메카물'이란 일본 애니메이션만의 유일한 장르가 만들어진다.
<철인 28호>에서 출발하여 <마징가>시리즈로 이어지는 전투로봇들은 <신조인간 캐산>, <에이트맨>과 같은 작품을 통해 인간적 정체성을 가진 사이보그들로 진화하고 1979년 <기동전사 건담>을 필두로 이후 일본 애니메이션에서 사이보그는 인간적인 주제를 다양하게 면주하는 은유적 캐릭터로 즐겨 사용된다.

### 만화
- 사이보그 009
- 드래곤 볼
- 공각기동대
- 틴 타이탄 GO!

### 만화 영화
- 최종병기 그녀
- 은하철도 999

## 관련 사례
- 케빈 워릭(Kevin Warwick): 한동안 칩을 자신의 팔에 내장하여 실험한 영국 과학자
- 리워크(Rewalk)

리워크는 이스라엘 첨단 기술업체 아르고 메디컬 테크놀로지(Argo Medical Technologies)의 에미트 고퍼의 발명품으로 하반신 마비환자들이 걸을 수 있게 하는 전자 외골격(exoskeleton)장치이다. 다리에 부착하는 리워크는 모터가 달린 목발과 가슴에 부착하는 센서, 그리고 리워크의 움직임을 제어하는 백팩을 이용해 움직인다. 리워크에 부착된 센서가 데이터를 백팩에 전달하면 리워크 관절부위에 부착된 모터가 작동하여 로봇처럼 움직이는 원리다.
- 스텔락(Stelarc)

스텔락(Stelarc, 본명 Stelios Arcadiou, 1946년생)은 키프로스 출신의 미술가로, 1970년대 후반에는 금속의 고리가 몸속으로 들어가거나 로프에 매달리는 등 고통스러운 퍼포먼스로 악명을 높인 바 있으나, 1980년대 이후 신체와 기계의 결합을 통한 사이보그 퍼포먼스를 통해 유명해지면서, 초기 디지털 퍼포먼스의 역사에서 유일하고도 강력한 영향을 끼친 인물로 다양한 평가를 끌어내고 있는 작가다. 그는 신체에 대해 대안적이고 친숙하며 무의식적으로 반응하는 인터페이스를 탐구하기 위해 의학기구, 보철, 로봇, 가상현실 시스템, 인터넷 등을 이용해 왔다. 그의 작품에서 신체는 기술적으로 부착되거나, 기술에 의해 삽입되고 인터넷으로 연결되어 다른 사람의 지배를 받기도 하지만, 포스트 모던 현상과 더불어 나타난 20세기말의 신체에 대한 표현들에서 볼 수 있듯이 신체와 해체와 사라짐을 겪는 것이 아니라, 오히려 주체로서 확고한 기능을 하고 있다는 점이 특이하다.

## 같이 보기
- 학문
  - 생체공학
  - 의공학
- 뇌-컴퓨터 인터페이스
- 동력형 외골격
- 로봇
- 사이버네틱스
- 사이버펑크
- 안드로이드 (로봇)
- 인공 장기
- 휴머노이드